# Kennedy Simon
Pour les articles homonymes, voir Simon.
Pour joueuse de rugby néo-zélandaise, voir Kennedy Simon (rugby à XV).
Kennedy Simon, née le 12 février 2000 à Atlanta (Géorgie), est une athlète américaine spécialiste du sprint. Elle fait partie de l'équipe qui remporte une médaille de bronze en relais mixte aux Mondiaux 2022.

## Carrière
Lors des Mondiaux 2022, elle fait partie de l'équipe américaine lors du 4 x 400 m mixte — avec Allyson Felix, Vernon Norwood et Elija Godwin — qui remporte la médaille de bronze derrière les Dominicains et les Néerlandais. En tête lors du dernier relais, elle se fait dépasser lors de la dernière ligne droite par Marileidy Paulino et Femke Bol.
Elle fait ses études à l'Université du Texas à Austin.

## Palmarès
| Date | Compétition           | Lieu   | Place | Course          | Temps         |
| ---- | --------------------- | ------ | ----- | --------------- | ------------- |
| 2022 | Championnats du monde | Eugene | 3e    | 4 x 400 m mixte | 3 min 10 s 16 |